# Federació de Sindicats Cristians Luxemburguesos
La Federació de Sindicats Cristians Luxemburguesos (LCGB) (luxemburguès: Lëtzebuerger Chrëschtleche Gewerkschaftsbond, francès: Confédération Luxembourgeoise des Syndicats chrétiens) és una federació sindical a Luxemburg, activa des del 1921. L'LCGB es regeix pels principis de la doctrina social cristiana. Això es reflecteix també al lemma del sindicat: «Home al Centre de la nostra acció».
Per la pertinença, la Federació és la segona més gran central sindical del país, amb al voltant de 42.000 membres. Té la seu a la vora de l'estació de trens de Luxemburg a la ciutat de Luxemburg.

## Escala internacional, europeu i regional
A l'escala internacional, la LCGB està afiliada a la Confederació Sindical Internacional (CSI) i a la Confederació Europea de Sindicats (CES).
A l'escala regional CSI Sarre-Lor-Lux/Trèves-Palatinat occidental, de l'IRS 3 Frontières i de la Plateforme syndicale de la Grande Région (PSGR). Com a tal, dos eurodiputats estan treballant a LCGB.

## Llista de presidents nacionals

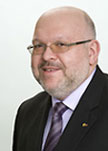
Patrick Dury, President nacional de la LCGB

- Patrick Dury (2011-)
- Robert Weber (1996–2011)
- Marcel Glesener (1980–1996)
- Jean Spautz (1967–1980)
- Pierre Schockmel (1967)
- Léon Wagner (1951–1966)
- Jean-Baptiste Rock (1938–1951)
- Mathias Dossing (1924–1938)
- Michel Wolff (1921–1924)